# Victoria Open 2024
Die Victoria Open 2024 im Badminton fanden vom 23. bis zum 24. November 2024 in Albert Park statt.

## Sieger und Platzierte
| Disziplin    | Gold                                      | Silber                       | Bronze                                     |
| ------------ | ----------------------------------------- | ---------------------------- | ------------------------------------------ |
| Herreneinzel | Ong Ken Yon                               | Muhammad Rafi Zafran Ferary  | Wey Shawn Ng                               |
| Herreneinzel | Ong Ken Yon                               | Muhammad Rafi Zafran Ferary  | Aneesh Nirmal                              |
| Dameneinzel  | Sydney E Go                               | Alphonsa Bijomon             | Yuelin Zhang                               |
| Dameneinzel  | Sydney E Go                               | Alphonsa Bijomon             | Hanna Zhang                                |
| Herrendoppel | Rizky Hidayat Ismail Frengky Wijaya Putra | Kenneth Choo Sin Hei Lau     | Raja Muhammad Hasnain Ong Ken Yon          |
| Herrendoppel | Rizky Hidayat Ismail Frengky Wijaya Putra | Kenneth Choo Sin Hei Lau     | Rizwan Azam Frederick Zizhou Zhao          |
| Damendoppel  | Gronya Somerville Angela Yu               | Asaka Mori Dian Permata Sari | Joy Lai Mayu Motohashi                     |
| Damendoppel  | Gronya Somerville Angela Yu               | Asaka Mori Dian Permata Sari | Kaitlyn Ea Citra Putri Sari Dewi           |
| Mixed        | Sin Hei Lau Gronya Somerville             | Kenji Lovang Kaitlyn Ea      | Rizky Hidayat Ismail Citra Putri Sari Dewi |
| Mixed        | Sin Hei Lau Gronya Somerville             | Kenji Lovang Kaitlyn Ea      | Nelson Oon Stella Monica Liman             |